# Bruinbandspanner
De bruinbandspanner (Scotopteryx chenopodiata) is een nachtvlinder uit de familie van de spanners. De imago kan verward worden met de malvabandspanner en de bruine snuituil. De voorvleugellengte van de vlinder bedraagt tussen de 16 en 19 millimeter. De soort overwintert als rups.

## Waardplanten
De bruinbandspanner heeft diverse grassen, wikke en klaver als waardplanten.

## Voorkomen in Nederland en België
In Nederland en België is de bruinbandspanner niet zo gewoon. In België komt hij verspreid over het hele land voor, in Nederland zijn vier kerngebieden: het zuidwesten, Zuid-Limburg, Oost-Groningen en de duinen op enkele waddeneilanden.
De vliegtijd is van juni tot en met augustus in één generatie.

## Bron
- Paul Waring en Martin Townsend, Nachtvlinders, veldgids met alle in Nederland en België voorkomende soorten, Baarn, 2006.